# Parametriocnemus fordi
Parametriocnemus fordi är en tvåvingeart som först beskrevs av Freeman 1956.  Parametriocnemus fordi ingår i släktet Parametriocnemus och familjen fjädermyggor.
Artens utbredningsområde är Uganda. Inga underarter finns listade i Catalogue of Life.